# Okres Martin
Martin is een district (Slowaaks: Okres) in de Slowaakse regio Žilina. De hoofdstad is Martin. Het district bestaat uit 2 steden (Slowaaks: Mesto) en 41 gemeenten (Slowaaks: Obec).

## Steden
- Martin
- Vrútky

## Lijst van gemeenten
| - Belá-Dulice - Benice - Blatnica - Bystrička - Diaková - Dolný Kalník - Dražkovce - Ďanová - Folkušová - Horný Kalník - Karlová - Kláštor pod Znievom - Košťany nad Turcom - Krpeľany | - Laskár - Ležiachov - Lipovec - Necpaly - Nolčovo - Podhradie - Príbovce - Rakovo - Ratkovo - Sklabiňa - Sklabinský Podzámok - Slovany - Socovce - Sučany | - Šútovo - Trebostovo - Trnovo - Turany - Turčianska Štiavnička - Turčianske Jaseno - Turčianske Kľačany - Turčiansky Ďur - Turčiansky Peter - Valča - Vrícko - Záborie - Žabokreky |

Okres Bytča · Okres Čadca · Okres Dolný Kubín · Okres Kysucké Nové Mesto · Okres Liptovský Mikuláš · Okres Martin · Okres Námestovo · Okres Ružomberok · Okres Turčianske Teplice · Okres Tvrdošín · Okres Žilina